# 李昶 (北朝)
李昶（516年？—565年？），西魏，北周政治人物，小名那，頓丘郡臨黄县（今河南范县西南）人。李彪之孙，李遊之子。
洛陽置明堂，李昶当时十几岁，作《明堂赋》，在洛阳知名。他去见宇文泰，宇文泰爱其才，厚资令他入太学。每有考问，应对明辨。初为綏德公陸通属下司馬。又兼二千石郎中，典仪注。累進都官郎中、相州大中正、丞相府東閤祭酒、中軍将軍、銀青光禄大夫。宇文泰以他为丞相府記室参軍、著作郎，草拟诏册，修国史。深受宇文泰信任，兵马处分，专以委任，诏册文笔，皆李昶所作。转任大行台郎中、中書侍郎。官至黄門侍郎，参与机要，受宇文泰信用，封臨黄县伯。
宇文泰任命李昶担任他祖父李彪曾经担任过的御史中尉。一年后，加使持節、車騎大将軍、儀同三司，赐姓宇文氏。556年，西魏建六官，担任内史下大夫。进爵为侯，增邑五百户，转内史中大夫。557年，周明帝即位，李昶代行御伯中大夫。559年，担任中外府司录。561年，進驃騎大将軍、開府儀同三司。562年，任御正中大夫。他与安昌公元則、中都公陸逞、臨淄公唐瑾被选为納言，进爵临黄县公。565年，出为昌州刺史。在昌州得病，请求入朝回到長安，得到准許。未至京，途中去世。享年五十岁。追赠相瀛二州刺史。李昶文笔华美，自言文章，不足以传后进，为政可追踪古人。有詩《奉和重適陽关》一首传于後世。子李丹嗣爵。